# Vladimir Lvov
Vladimir Nikolajevitj Lvov, född 2 april 1872, död 1930, var en rysk politiker.
Lvov var moderat-liberal medlem av den sista ryska riksduman men ostadig i sin politiska hållning; i religions- och kyrkofrågor uppträdde han synnerligen radikalt. Under februarirevolutionen 1917 utnämndes Lvov till överprokurator vid den Heliga synoden. Efter oktoberrevolutionen flydde han till Västeuropa, men återvände 1922 till Sovjetunionen.